# Grb Trogira
Grb Trogira plave je boje na kojemu je prikazana bijela tvrđava s 2 zvonika s kruništem. Između njih nalazi se bijeli zvonik. Na otvorenim gradskim vratima stoji biskup odjeven u bijelu haljinu zaogrnut crvenim plaštem, a na glavi mu je biskupska mitra. Ispod tvrđave nalaze se plavo-bijeli valovi, a u heraldički desnom gornjem kutu zlatna zvijezda repatica. Na grbu su prikazane gradske zidine, gradnja zidina započela je u 13. stoljeću, i prepoznatljiv zvonik katedrale svetog Lovre ili svetog Ivana Trogirskog, kako ju narod zove. Ona je pod zaštitom UNESCO-a. Lik biskupa prikazan na gradskom grbu odnosi se na svetog Ivana Trogirskog, gradskog biskupa iz 11. stoljeća, koji je razvio veliku pastoralnu djelatnost uključivši se u veliku crkvenu reformu toga doba. Njegov se blagdan slavi 14. studenog.